# Száva István (író)
Száva István, 1929-ig Schüller István (Budapest, Józsefváros, 1907. augusztus 2. – Budapest, 1970. június 4.) regényíró, újságíró, műfordító, tanár. Szociáldemokrata politikus, parlamenti képviselő.
Leginkább a történelem és tudomány nagyjairól szóló életrajzi regényeivel vált ismertté és népszerűvé, de írt regényeket korabeli témákról illetve – elsősorban közel-keleti tárgyú – tanulmányokat is.
Több művét lefordították és kiadták német, cseh, szlovák, lengyel és bolgár nyelven is. Ő maga leginkább oroszból és franciából fordított.
Népszerűségét mutatja, hogy regényeinek mintegy felét az utóbbi években e-könyvként is kiadták.

## Élete
Schüller József és Inleitner Rozália fiaként született. Munkáscsaládból származott, apja vasesztergályos volt. Szülei szerény anyagi lehetőségeik ellenére is szorgalmazták tanulmányait. Érettségi után a budapesti Pázmány Péter Tudományegyetem Bölcsészettudományi Karán tanult. De 1929-ben baloldali tevékenysége miatt eltávolították és csak 1947-ben fejezhette be tanulmányait magyar–francia–német szakon.
Első, Utcasarkok című regényét 1926-ban írta.
1927-ben lépett be a Szociáldemokrata Pártba és 1933-tól lett a Népszava állandó munkatársa. Osztályellenes izgatás vádjával 1935-ben bebörtönözték. 
1944-ben csatlakozott a Magyar Front által szervezett ellenállási mozgalomhoz. 1945. február 18-tól a Népszava felelős szerkesztője. Továbbá tagja lett a Szociáldemokrata Párt országos vezetőségének és a politikai bizottságnak. 1945-ben a Budapesti Nemzeti Bizottság és a fővárosi ideiglenes törvényhatósági bizottság tagja. 1945. április 2-ától a Szociáldemokrata Párt budapesti képviselője az Ideiglenes Nemzetgyűlésben. Az 1945. november 4-i nemzetgyűlési választásokon a nagy-budapesti választókerületben ismét az Országgyűlés tagjává választották. 1947-ben korábbi választókerületében megválasztva lett továbbra is parlamenti képviselő.
1947 és 1948 között a Kossuth Népe főszerkesztője, majd 1948 júniusa után már az MDP tagjaként a Szabad Nép munkatársa. 1948-tól a Magyar Újságírók Országos Szövetségének ügyvezető elnöke lett. A Magyar-Jugoszláv Baráti Társaság intézőbizottságának tagja.
1950. augusztus 15-én koholt vádak alapján (háborús bűntett, hűtlenség és államellenes szervezkedés) letartóztatták, majd az egyik, un. szociáldemokrata mellékperben (Száva István és társai per) elsőrendű vádlottként tizenöt év fegyházra ítélték. Büntetésének végrehajtási fokozatát 1951. január 12-én a Legfelsőbb Bíróság börtönre enyhítette. 1955 novemberében egyéni kegyelemmel szabadult. Ügyét 1956. július 3-án felülvizsgálatra bocsátották, s a perújítás során a Legfelsőbb Bíróság 1956. augusztus 9-én rehabilitálta. Ezt követően a Hétfői Hírek főszerkesztőjeként dolgozott.

## Magánélete
Első felesége Kászonyi Gizella elárusítónő volt, akivel 1933. július 9-én Budapesten, az Erzsébetvárosban kötött házasságot, majd 1938-ban elvált tőle. Második házastársa Klein Izidor és Spigel Regina lánya, Margit volt, akit 1940. április 14-én vett nőül a Józsefvárosban. Később tőle is elvált.

## Tanulmányai
- Az Ozmán birodalomtól a török köztársaságig, Budapest, 1941
- A Közel-Kelet, Budapest, 1943

## Regények
- Utcasarkok, 1926
- Kolónia, Új Hang Könyvkiadó Vállalat, Budapest, 1945
- Margit-udvar, Népszava Könyvkiadó, Budapest, 1948
- A szirakuzai óriás. Arkhimedesz élete, Móra Ferenc Könyvkiadó, Budapest, 1959, 1968, Saturn Kiadó, Budapest, 2003, ISBN 963-2067-87-8

(németül: Der Gigant von Syrakus - Eine Archimedes-Roman, 1960, Corvina Verlag, Budapest, 1978; bolgárul: 1962; szlovákul: 1964; lengyelül: Olbrzym z Syrakuz, 1966)
- Tengereken és évmilliókon át (Charles Darwinról), Móra Ferenc Könyvkiadó, Budapest, 1961
- A hiúz a napba néz – Galilei életregénye, Móra Ferenc Ifjúsági Könyvkiadó, Budapest, 1962, 1972 (szlovákul: 1966; németül: 1977)
- A Menlo-parki varázsló (Thomas Alva Edison-ról), Móra Ferenc Könyvkiadó, Budapest, 1963, 1969

(németül: Der Zauberer Edison, Verlag Neues Leben, Berlin, 1966)
- Egyedül a halál ellen (Semmelweis Ignác élete), Móra Ferenc Ifjúsági Könyvkiadó, Budapest, 1963, 1966 (németül: 1967)
- Aranykezű János, Magvető Könyvkiadó, Budapest, 1964
- Az ég törvénye (Johannes Kepler élete), Móra Ferenc Ifjúsági Könyvkiadó, Budapest, 1965, 1973
- Transalpin expressz, Magvető Könyvkiadó, Budapest, 1966
- Apa és fia (Bolyai Farkas és János élete), Móra Ferenc Ifjúsági Könyvkiadó, Budapest, 1967, 1975
- Az istennő kegyeltje (Periklész élete), Móra Ferenc Ifjúsági Könyvkiadó, Budapest, 1969
- A nagyságos fejedelem (II. Rákóczi Ferenc élete), Móra Ferenc Ifjúsági Könyvkiadó, Budapest, 1971
- Vámos Magdával: Így élt II. Rákóczi Ferenc, Móra Ferenc Ifjúsági Könyvkiadó, Budapest, 1976, 1981

## Rövid visszaemlékezések
- Tanúságtevők 4b, Visszaemlékezések a magyarországi munkásmozgalom történetéből 1933-1941, Kossuth Könyvkiadó, Budapest, 1984, ISBN 963-0923-21-1
- Tanúságtevők 4c, Visszaemlékezések a magyarországi munkásmozgalom történetéből 1941-1944, Kossuth Könyvkiadó, Budapest, 1985, ISBN 963-0918-90-0

## E-könyvként hozzáférhető
- A hiúz a napba néz – Galilei életregénye, Fapadoskönyv Kiadó (fapadoskonyv.hu), Budapest, 2012
- A Menlo-parki varázsló – Edison életregénye, Fapadoskönyv Kiadó (fapadoskonyv.hu), Budapest, 2012
- A szirakuzai óriás – Arkhimedesz életregénye, Fapadoskönyv Kiadó (fapadoskonyv.hu), Budapest, 2012
- Az ég törvénye – Johannes Kepler élete, Fapadoskönyv Kiadó (fapadoskonyv.hu), Budapest, 2012
- Az istennő kegyeltje – Periklész élete, Fapadoskönyv Kiadó (fapadoskonyv.hu), Budapest, 2012
- Így élt II. Rákóczi Ferenc, Fapadoskönyv Kiadó (fapadoskonyv.hu), Budapest, 2012
- Apa és fia – Bolyai Farkas és János élete, Fapadoskönyv Kiadó (fapadoskonyv.hu), Budapest, 2015
- Egyedül a halál ellen – Semmelweis Ignác élete, Fapadoskönyv Kiadó (fapadoskonyv.hu), Budapest, 2015

## Ajánlott linkek
- Harsányi Zsolt (életrajzi regények)